# Ernst Mach
Pour les articles homonymes, voir Mach.
 (mars 2015).
Ernst Mach, né le 18 février 1838 à Chirlitz-Turas près de Brünn dans l'empire d'Autriche (actuelle Tchéquie) et mort le 19 février 1916 à Vaterstetten en Bavière, est un physicien et épistémologue autrichien. Il est connu pour sa contribution à la philosophie de la science et à la physique des ondes.
Mach a été un défenseur de l'empirisme et a soutenu l'idée selon laquelle les connaissances scientifiques ne peuvent être fondées que sur l'observation et l'expérience. Il a également développé l'idée de la « sensation brute », selon laquelle les sensations individuelles sont la base de toutes nos connaissances.
En physique, Mach a été connu pour sa contribution à la théorie de l'aérodynamisme et à l'étude du comportement des ondes dans des fluides. On lui doit l'étude du comportement d'un fluide quand un solide dépasse la vitesse du son dans ce milieu, avec la mise en évidence du nombre de Mach.
Mach a également été un important philosophe de la science et a influencé de nombreux scientifiques et philosophes, notamment Albert Einstein, qui a développé la théorie de la relativité en s'inspirant de certaines de ses idées.

## Biographie
Ernst Mach naît à Chirlitz-Turas, près de Brünn, dans l'empire d'Autriche. Il est éduqué par son père jusqu'à l'âge de 14 ans, puis suit les cours au Gymnasium (lycée) en 1853 avant d'entrer à l’université de Vienne à 17 ans. Il y étudie les mathématiques, la physique et la philosophie, et soutient en 1860 une thèse de doctorat sur les phénomènes électriques de décharge et d'induction.
Ses premiers travaux portent sur l’effet Doppler, l'optique et l'acoustique. Il est nommé professeur de mathématiques à l’université de Graz en 1864, puis professeur de physique à l'école de médecine en 1866. Pendant cette période, Mach s'intéresse à la physiologie des perceptions sensorielles.
En 1867, il obtient la chaire de physique expérimentale de l'université Charles de Prague. Membre du parti social démocrate, il fait voter par sa section une motion de soutien à la Commune de Paris, à la différence des autres sections.
À l'hiver 1883-84, il est élu doyen de l'université de Prague, dans un contexte de réforme linguistique : il y a désormais une université germanophone, et une autre qui enseigne en tchèque. C'est de cette période que datent ses recherches classiques de physique, de psychologie de la perception et d'histoire critique des sciences, dans lesquelles il développe son épistémologie. Dans le monde germanophone, il est à ce titre généralement considéré comme un tenant du positivisme et Lénine tentera dans Matérialisme et empiriocriticisme de réfuter son empirisme. Il est secondé dans ses travaux par un étudiant, Jaumann, avec lequel ils publient plusieurs manuels. En 1895, Mach retourne à l'université de Vienne, en tant que titulaire de la chaire de philosophie des sciences inductives, nouvellement créée pour lui, et qu’il nomme « Histoire et théorie des sciences inductives ». Deux ans plus tard, il est victime d’une attaque cérébrale mais continue à enseigner. Il prend sa retraite en 1901 et devient membre de la Chambre des seigneurs, chambre haute du parlement autrichien. Il continue néanmoins à publier des ouvrages de physique et de philosophie.
Il meurt le 19 février 1916 à Haar, près de Munich, en Allemagne.

## Physique
La plupart de ses recherches dans le domaine de la physique furent consacrées aux interférences, à la diffraction, la polarisation et la réfraction de la lumière dans différents milieux sous des influences externes.
Ces recherches sont rapidement suivies d'importantes découvertes dans le domaine des vitesses supersoniques. Mach publie un article sur ce sujet en 1877 et décrit correctement les effets des ondes de choc observés lors du déplacement supersonique d'un projectile. Il en déduit l'existence de l'onde de Mach, une onde de choc en forme de cône dont le sommet se situe sur le projectile, et le confirme expérimentalement. Désormais, on appelle nombre de Mach le rapport vp / vs entre la vitesse vp du projectile et la vitesse vs du son, qui joue un rôle crucial en aérodynamique et en hydrodynamique.

## Psychologie de la perception

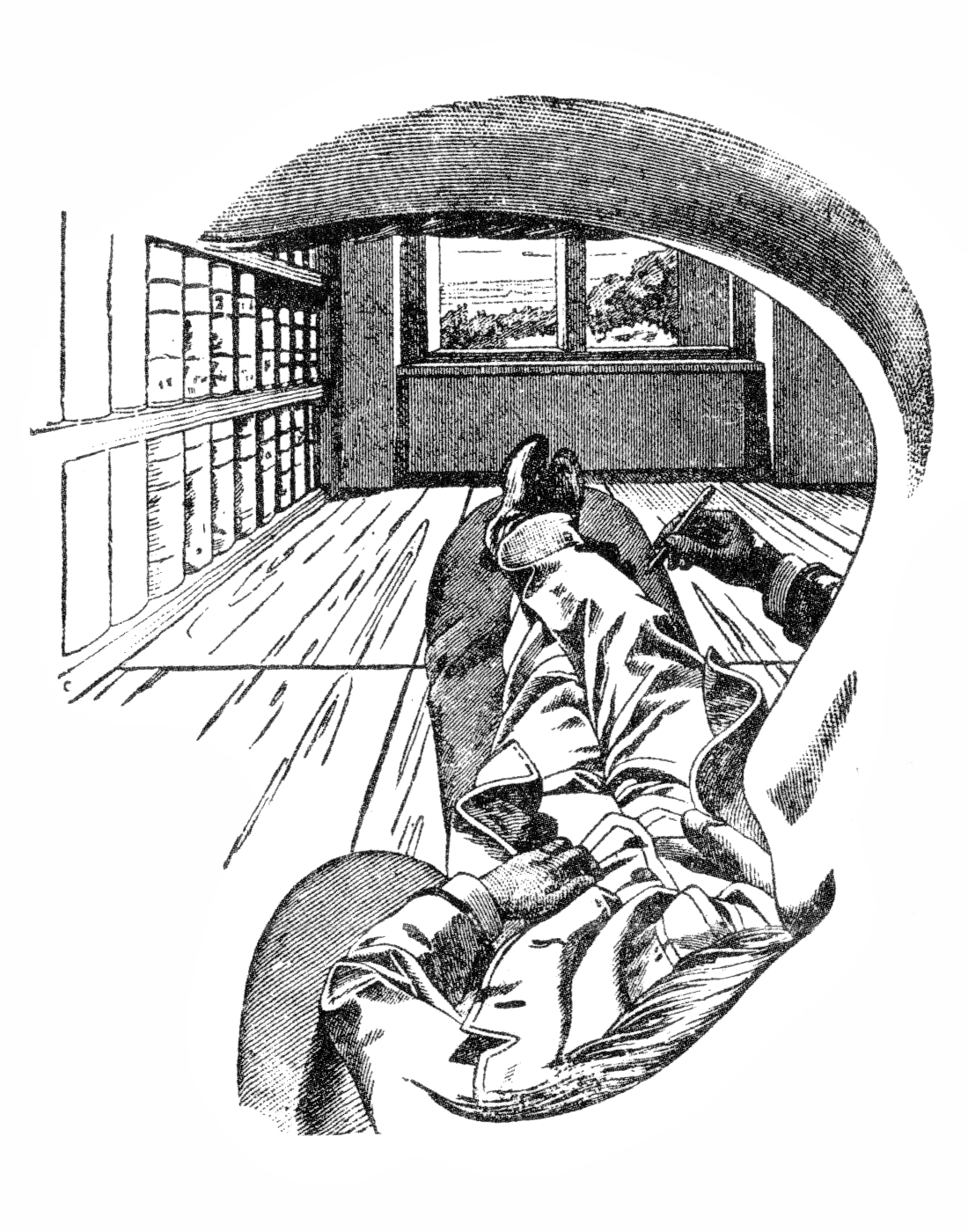
« Vue depuis l'œil gauche » ou « Autoportrait d'Ernst Mach » ou encore « Autoportrait du moi ». E. Mach a publié ce dessin en 1886 dans L'analyse des sensations. E. Mach conclut : Le Moi ne peut être sauvé.

Une intense activité expérimentale avec des physiologistes et des médecins, comme Josef Breuer, le conduit à définir un sixième sens de l'orientation, l'intégration des vecteurs des autres sens sur la motricité de rappel à l'équilibre postural, qui est à l'origine de la redéfinition de la masse par le référentiel d'inertie. C'est ce qu'on appelle le principe de Mach, qui influencera notamment Einstein.

## Philosophie des sciences
Mach a développé une philosophie des sciences qui a influencé le XIXe et le XXe siècle, notamment dans son ouvrage intitulé La Connaissance et l'Erreur. La théorie de la connaissance telle qu'il la conçoit est directement inspirée de l'évolutionnisme de Darwin et Spencer : la science marque selon lui une étape dans la tendance de l'espèce humaine à se conserver, et elle ne vise donc nullement la vérité de façon désintéressée. C'est pourquoi le principe fondamental de l'épistémologie machienne est le principe d'économie de pensée selon lequel la science est « un problème de minimum qui consiste à exposer les faits aussi parfaitement que possible avec la moindre dépense intellectuelle » (ce qu'avaient déjà dit Occam et même Roscelin au Moyen Âge).
Ce pragmatisme apparaît en particulier dans la conception qu'a le physicien des lois de la nature : sans se reconnaître dans l'empiriocriticisme de Richard Avenarius, auquel il est pourtant souvent associé, Mach soutient que les lois scientifiques sont des descriptions abrégées d'événements expérimentaux, élaborées pour permettre la compréhension humaine de données complexes et pour nous permettre de nous orienter au sein des phénomènes.
Les citations ci-dessous sont extraites des écrits de Mach pour illustrer sa philosophie. Ces citations proviennent de son essai La Nature économique de la recherche en physique et ont été extraites par Kockelmans.

« L'objectif que [la physique] s'est fixé est l'expression abstraite la plus simple et la plus économique des faits. »

« Quand l'esprit humain, avec son pouvoir limité, tente de reproduire en lui-même la riche vie du monde, dont il est lui-même une petite partie, et dont il ne peut jamais espérer s'extraire, il a toutes les raisons de procéder économiquement. »

« En réalité, une loi contient moins que le fait lui-même, parce qu'elle ne reproduit pas le fait dans son ensemble mais seulement dans son aspect qui est le plus important à nos yeux, le reste étant ignoré intentionnellement ou par nécessité. »

« Quand, par la pensée, nous séparons un objet de l'environnement mouvant dans lequel il évolue, ce que nous faisons en réalité est extirper un ensemble de sensations auxquelles nos pensées sont liées et qui possèdent une stabilité relativement plus élevée que les autres, du flot de toutes nos sensations. »

« Supposons que nous puissions attribuer à la nature la propriété de produire des évènements semblables dans des circonstances semblables; nous ne saurions simplement pas comment trouver ces circonstances semblables. La nature est unique. Ces évènements semblables sont une production de notre schéma mental. »

Autre source : « Les savants doivent utiliser les concepts les plus simples pour parvenir à leurs résultats et exclure tout ce qui ne peut être perçu par les sens. »
En accord avec cette philosophie, Mach s'est opposé à Ludwig Boltzmann et à d'autres qui soutenaient la théorie des atomes. Comme les atomes sont trop petits pour être directement observés, et qu'aucun modèle d'atome n'était cohérent à l'époque, Mach estimait l'hypothèse atomique injustifiée : non pas qu'elle fût nécessairement fausse en elle-même, mais parce qu'elle n'était pas assez économique.
La philosophie des sciences de Mach, qui développe l'idée selon laquelle les théories sont des modèles économiques des phénomènes, peut être comparée à la conception des théories scientifiques comme images que développe Heinrich Hertz dans l'introduction de ses Principes de la mécanique.

## Influences et critiques
Le positivisme de Mach a aussi influencé beaucoup de marxistes russes, comme Alexandre Bogdanov, mais surtout les avant-gardes artistiques russes, constructivistes et formalistes à l'origine de la linguistique structurale et du langage cinématographique, en référence directe avec les notions de la « physique des sensations » de Mach.
En 1908, en défense du matérialisme dialectique, Lénine écrivit un texte philosophique, Matérialisme et empiriocriticisme, dans lequel il critique les positions des « machistes russes » qui prônent que l'homme serait Dieu comme dans la thèse de Feuerbach. Ils sont ainsi liés au courant « de la construction de Dieu » qui veut réconcilier religion et marxisme pour relancer l'élan révolutionnaire de la masse affaiblie par la révolution de 1905. Leurs écrits, Essai de conception réaliste du monde (1904), Essai de la philosophie marxiste (1908) et Essai de philosophie collective ont été suscités par la forte prégnance de cette vision du monde dans l'intelligentsia révolutionnaire russe. Lénine reproche à Mach de « renoncer au matérialisme en recourant à une théorie de la connaissance idéaliste ». C'est Anton Pannekoek avec son Lénine philosophe qui démontera les simplismes de Lénine et ses déformations de la pensée de Mach (voir aussi la critique de ce même Pannekoek par la revue Internationalisme de la Gauche Communiste de France après guerre)[réf. souhaitée].
Mach a eu après sa mort une influence directe sur la formation du cercle de Vienne, représenté légalement par l'Association Ernst-Mach, et ce malgré l'existence d'un certain nombre de divergences entre les positions des positivistes logiques et celles du physicien. Albert Einstein le désigna comme « un précurseur de la théorie de la relativité ». Le principe de Mach est à la base d'expériences de pensée qui ont influencé fortement les réflexions d'Einstein et d'autres physiciens.

## Œuvres
- L'analyse des sensations. Le rapport du physique au psychique, traduit de Die Analyse der Empfindungen und das Verhältnis des Physischen zum Psychischen ( 2e édition revue et augmentée 1900). La 1re édition de 1886 avait pour titre Beiträge zur Analyse der Empfindungen (Contributions à l'analyse des sensations).

- La Connaissance et l'Erreur, traduit de Erkenntnis und Irrtum, 1905.
- La Mécanique. Exposé historique et critique de son développement, traduit de Die Mechanik in ihrer Entwicklung. Historisch-kritisch dargestellt, 1883.
- Die Principien der Wärmelehre, historisch-kritisch entwickelt, Leipzig, Barth, 2e édition, 1900.
- Populär-wissenschaftliche Vorlesungen, 3e édition, Leipzig, Johann Ambrosius Barth, 1903.

### Traductions françaises
- L'Analyse des sensations. Le rapport du physique au psychique, trad. fr. F. Eggers (e.a.), Nîmes, Éditions Jacqueline Chambon, Rayon Philo (coll.), 1996.
- La Connaissance et l'Erreur, trad. fr. M. Dufour, Paris, Éditions E. Flammarion, Bibliothèque de philosophie scientifique (coll.), 1908.
- La Mécanique. Exposé historique et critique de son développement, trad. fr. E. Picard, Paris, Librairie scientifique A. Hermann, 1904; rééd. Ed. J. Gabay, 1987.

### Édition critique
La Studienausgabe d'Ernst Mach est éditée par Xenomoi, Berlin, sous la direction de Friedrich Stadler (Universität Wien et Institut Wiener Kreis). Les deux premiers tomes sont consacrés, respectivement, à l'Analyse des sensations et à La connaissance et l'erreur.

## Hommages
- Principe de Mach, conjecture en physique théorique.
- Nombre de Mach, unité de la vitesse du son.
- Bandes de Mach, un effet d'optique.
- Interféromètre de Mach-Zehnder, instrument de mesure optique.
- (3949) Mach, un astéroïde.
- Mach (en), un cratère lunaire.

#### Mach et la philosophie
- Edmund Husserl consacre le neuvième chapitre de ses Prolégomènes à la logique pure au principe d'économie de Mach-Avenarius: Husserl E., Recherches logiques. Tome 1: Prolégomènes à la logique pure, trad. fr. H. Elie (e.a.), Paris, Presses universitaires de France, Epiméthée (coll.), §§52-56, p. 212-233.

#### Mach à Vienne et dans son époque
- Jacques Le Rider: Modernité viennoise et crises de l’identité, PUF- Quadrige, 2000,  (ISBN 213050602X).